# Шапунов Олег Якович

Олег Якович Шапунов (19 квітня 1965, м. Харків — 26 червня 2025) — український спортсмен, тренер і арбітр із шашок, громадський діяч, багаторазовий чемпіон світу з шашок-64 серед ветеранів (за версією IDF), міжнародний майстер, майстер спорту України, заслужений тренер України, суддя національної категорії України,, президент Харківської обласної федерації шашок, лауреат відзнаки «За заслуги перед Харківщиною» Харківської обласної ради.

## Біографія
Олег Шапунов народився 19 квітня 1965 року у м. Харкові.
У 10-річному віці почав займатися шашками під наставництвом заслуженого тренера СРСР та України Олександра Вірного, який заснув шашковий гурток в Палаці піонерів Орджонікідзевского району (нині — Палац дитячої та юнацької творчості «ІСТОК») м. Харкова.
За свою спортивну кар'єру гравця у шашки, у тому числі у статусі ветерана, виборював призові місця на чемпіонатах України з міжнародних шашок, ставав чемпіоном світу та призером серед ветеранів з шашок-64, перемагав на міжнародних турнірах із шашок-64. Мав звання майстра спорту України та міжнародного майстра.
Після того, як Олександр Вірний переїхав до Німеччини, Олег Шапунов сам став тренером з шашок. Він став одним із перших тренерів-шашкістів, хто отримав це звання. Тренерський стаж склав 33 роки. Вважається одним з видатних тренерів із шашок з Харківської області. Як тренер, притримувався принципу, що на змаганнях спортсмени мають бути без батьків.
У 2000 році він був один з тренерів збірної України на Чемпіонаті Європи з міжнародних шашок серед молоді у м. Трієст (Італія)
З 2010 року був суддею національної категорії України з шашок.
Олег Шапунов був один із засновників та тривалий час (як мінімум з 2010 року) головою, а згодом президентом Харківської обласної федерації шашок. Багато років свого життя присвятив для розвитку шашкового спорту на Харківщині, зробив значний внесок в його розвиток в регіоні.
Станом на червень 2025 року працював старшим тренером-викладачем з шашок Міської комплексної дитячо-юнацької спортивної школи «Восток» та понад 25 років керував шашковим гуртком в Палаці дитячої та юнацької творчості «ІСТОК» м. Харкова.
У 2023 році Олег Шапунов був одним із тренерів Національної збірної команди України на Чемпіонаті світу серед юніорів та юнаків із шашок-100 (міжнародних шашок) та входив до складу суддівської колегії Чемпіонату України з шашок-64 як суддя національної категорії.
У сезоні 2024/2025 років його підопічні вибороли низку перемог на міжнародних змаганнях: Катерина Мусієнко (майстер Всесвітньої федерації шашок / FMJD) здобула три золотих нагороди на чемпіонаті світу з шашок та три перемоги на молодіжному чемпіонаті Європи з шашок, Данило Соколов став призером міжнародних чемпіонатів світу з шашок, Василіса Куценко стала призеркою етапу Кубку світу з шашок у Франції.
Олег Шапунов як тренер підготував 17 чемпіонів світу із шашок у різних вікових групах. Його підопічні перемагали на чемпіонатах Європи та України, ставали призерами чемпіонатів світу із цього виду спорту. Він вивів Харківську область на перше місце у рейтингу областей із шашкового спорту, і завдяки його роботі Харківщина зберігала лідерство в цьому рейтингу.
Серед його вихованців:
- Костянтин Звенігородський (чемпіон світу із шашок)
- Наталія Єсіна (міжнародна гросмейстерка, тричі чемпіонка світу серед дівчат та віце-чемпіонка світу серед жінок)
- Людмила Свір (міжнародна гросмейстерка)
- Владислав Мазур (чемпіон України з шашок серед дітей, чемпіон світу серед молоді).[8]

За інформацією сайту «Шашки в Україні» Федерації шашок України, у липні 2024 року в нього діагностували онкологічне захворювання, а за тиждень до смерті він переніс інсульт.
Помер Олег Шапунов 26 червня 2025 року.

## Спортивні досягнення
- Багаторазовий чемпіон світу з шашок-64 серед ветеранів (за версією Міжнародної федерації шашок / IDF)[1][3].
- Срібний призер у блискавичній та класичній грі на Чемпіонатах світу з шашок-64 2016 та 2019 років серед ветеранів (за версією Міжнародної федерації шашок / IDF)[6][7].
- Друге місце на Чемпіонаті України з міжнародних шашок 2014 року[21].
- Третє місце на Чемпіонаті світу з шашок-64 2017 року у складі збірної України (командний залік)[22].
- Чемпіон з блискавичної гри та бронзовий призер зі швидкої гри на Міжнародному турнірі із шашок-64 (2019, м. Токіо, Японія)[1].
- Чемпіон відкритого чемпіонату Вінницької області з шашок-64 серед ветеранів[23]

## Відзнаки і нагороди
- Знак пошани «За заслуги перед Харківщиною» Харківської обласної ради (2024)[4] «за гідність та патріотизм, активну громадянську позицію, вагому підтримку спортсменів, розвиток в умовах збройної агресії російської федерації фізичної культури, спорту та олімпійського руху в Харківській області»[8]
- Кращий тренер Харківської області з неолімпійських видів спорту 2003 року[24]

## Особисте життя
Він мав дружину — Марину Касьян, яка також тренерка з шашок та працювала в тренерському тандемі зі своїм чоловіком.